# Dél-Brabant
Dél-Brabant tartomány (hollandul: Zuid-Brabant) 1815–1830 között az Egyesült Holland Királyság egyik tartománya volt (Zuid-Brabant). A tartomány területe 1794–1815 között francia megszállás alatt volt, és a Dijle departmenthez tartozott. Ezt megelőzően a tartomány a Brabanti Hercegség legdélebbi része volt. A hercegség északi területeiből, amelyek a Holland Köztársaság területén voltak, Észak-Brabant tartományt alakították ki (ez ma is Hollandia része). 
1830-ban az Egyesült Holland Királyságban déli részén felkelés tört ki a holland uralom ellen, és 1831-ben megalakult Belgium. Ekkor Dél-Brabant tartományt átnevezték Brabant tartománynak.

## A tartomány kormányzói
- 1815–1818 François Joseph Charles Marie de Mercy-Argenteau
- 1818–1823 Philippe-Jean-Michel d’Aerschot-Schoonhoven
- 1823–1828 Leonard du Bus de Gisignies
- 1828–1830 Hyacinthe Charles Guillaume Ghislain Van der Fosse

## Képek Dél-Brabant területéről
|  |  |
|  |  |
|  |  |
|  |  |
|  |  |
|  |  |